# Cagayake!GIRLS
Cagayake!GIRLS(かがやけ! ガールズ 가가야케! 가루즈[*], 빛나라! 소녀들)는 일본의 사쿠라 고등학교 경음부의 싱글 앨범이다. 2009년 4월 22일 포니캐년에서 발매되었으며, 대한민국에서는 포니캐년 코리아가 인터넷 상에 음원 형식으로 공개하였다.

## 개요
- TBS 계열 TV 애니메이션 《케이온!》의 오프닝 테마. 엔딩 테마인 Don't say'lazy'와 동일 발매.
- 사쿠라 고등학교 경음부란 《케이온!》에 등장하는 히라사와 유이·아키야마 미오·타이나카 리츠·코토부키 츠무기의 밴드 유닛이다. 노래는 각 캐릭터의 성우인 토요사키 아키, 히카사 요코, 사토 사토미, 코토부키 미나코가 담당하였다.
- "Cagayake!GIRLS"에선 토요사키 아키(히라사와 유이 역)가 메인 보컬, 다른 3명이 코러스를 담당하였다. 담당한 파트에 의한 솔로 파트(유이 → 츠무기 → 미오 → 리츠 순)가 있다

## 수록곡
1. Cagayake!GIRLS (4:10)
작사 : 오오모리 쇼우코 / 작·편곡 : Tom-H@ck
TV 애니메이션 《케이온!》 오프닝 테마
2. Happy!? Sorry!! (3:48)
작사 : 오오모리 쇼우코 / 작곡 : 타무라 신지 / 편곡 : 코모리 시게오
3. Cagayake!GIRLS (instrumental)
4. Happy!? Sorry!! (instrumental)

## 같이 보기
- 케이온!
- Don't say'lazy'